# F.A.M.E. (álbum de Maluma)
F.A.M.E. (Fe, Alma, Música y Esencia.) es el tercer álbum de estudio del cantante colombiano Maluma, fue lanzado el 18 de mayo de 2018 bajo el sello Sony Music Latin. Compuesto de 15 temas, cuenta con las colaboraciones de Marc Anthony, Jhama, Prince Royce y los raperos Jason Derulo, Sid y Timbaland. Este álbum se diferencia de sus anteriores trabajos, ya que Maluma usa un lenguaje español-inglés en el mismo e incursiona en el trap, usando letras polémicas.

## Lista de canciones
| N.º   | Título                                             | Escritor(es)                                                                                     | Duración |  |
| 1.    | «Intro - F.A.M.E.»                                 | Juan Luis Londoño · Edgar Barrera · Kevin Jiménez · Bryan Lezcano                                | 1:39     |  |
| 2.    | «Corazón» (con Nego Do Borel)                      | Londoño · Aurelio da Silva · Jiménez · Jefferson Junior · Lezcano · Umberto Tavarez              | 3:04     |  |
| 3.    | «El préstamo»                                      | Londoño · Barrera · Jiménez · Lezcano                                                            | 3:39     |  |
| 4.    | «Cuenta a saldo»                                   | Londoño · Barrera · Jiménez · Lezcano                                                            | 3:17     |  |
| 5.    | «Hangover» (con Prince Royce)                      | Londoño · Barrera · Jiménez · Lezcano · Geoffrey Royce Rojas · Andrés Uribe                      | 4:01     |  |
| 6.    | «Mi declaración» (con Timbaland y Sid)             | Londoño · Timothy Mosley · Barrera · Jose A. Velazquez · Sidnie Tipton · Larrance Dopson         | 3:45     |  |
| 7.    | «How I Like It»                                    | Londoño · Scott Storch · Barrera · Velazquez                                                     | 2:51     |  |
| 8.    | «Marinero»                                         | Londoño · Barrera · Jiménez · Lezcano                                                            | 3:09     |  |
| 9.    | «Delincuente»                                      | Londoño · Barrera · Jiménez · Lezcano · Stiven Rojas                                             | 3:26     |  |
| 10.   | «Condena»                                          | Londoño · Barrera · Jiménez · Lezcano · Rojas                                                    | 3:29     |  |
| 11.   | «Ojos que no ven»                                  | Londoño · Barrera · Jiménez · Lezcano · Rojas                                                    | 3:40     |  |
| 12.   | «La ex» (con Jason Derulo)                         | Londoño · Jason Desrouleaux · Jiménez · Lezcano · Rojas                                          | 3:11     |  |
| 13.   | «Unfollow»                                         | Londoño · Barrera · Giencarlos Rivera Tapia · Jonathan Carlo Rivera Tapia                        | 3:21     |  |
| 14.   | «Felices los 4»                                    | Londoño · Mario Cáseres · Jiménez · Lezcano · Eli Palacios · Servando Primera · Rojas · Uribe    | 3:49     |  |
| 15.   | «Felices los 4 (Salsa version)» (con Marc Anthony) | Londoño · Marco Antonio Muñiz · Cáseres · Jiménez · Lezcano · Palacios · Primera · Rojas · Uribe | 4:02     |  |
| 50:23 |                                                    |                                                                                                  |          |  |

| Bonus Tracks |                               |                                                                                               |               |          |  |
| N.º          | Título                        | Escritor(es)                                                                                  | Productor(es) | Duración |  |
| 16.          | «Felices los 4» (Pop Version) | Londoño · Mario Cáseres · Jiménez · Lezcano · Eli Palacios · Servando Primera · Rojas · Uribe |               | 3:37     |  |
| 17.          | «Borró cassette»              | Bryan Lezcano Chaverra Kevin Jiménez Londoño Juan Luis Londoño Arias René David Cano Ríos     |               | 4:08     |  |

| Bonus Track (Re-Edición Italia y Suiza) |                             |              |               |          |  |
| N.º                                     | Título                      | Escritor(es) | Productor(es) | Duración |  |
| 16.                                     | «Colors» (con Jason Derulo) | Jason Derulo |               | 3:55     |  |

## Certificaciones
| País           | Organismo certificador | Certificación       | Ventas certificadas | Ref   |
| -------------- | ---------------------- | ------------------- | ------------------- | ----- |
| Brasil         | Pro-Música Brasil      | Platino             | 40 000              | [ 2 ] |
| Estados Unidos | RIAA                   | 10x Platino (Latin) | 600 000             | [ 3 ] |
| México         | AMPROFON               | 3× Platino + Oro    | 210 000             | [ 4 ] |
| Suiza          | IFPI - Suiza           | Oro                 | 10 000              |       |

## Premios
- El día 15 de noviembre se llevó a cabo los Latin Grammy, en dónde ganó "Mejor Álbum Vocal Pop Contemporáneo".

## Gira
- F.A.M.E. (Tour)